# Aidia canthioides
Aidia canthioides är en måreväxtart som först beskrevs av John George Champion och George Bentham, och fick sitt nu gällande namn av Genkei Masamune. Aidia canthioides ingår i släktet Aidia och familjen måreväxter. Inga underarter finns listade i Catalogue of Life.